# Football Club KooTeePee
Maillots
Le Football Club KooTeePee est un ancien club de football finlandais basé à Kotka.

## Historique

### Histoire
Le FC KooTeePee a disputé par ailleurs 6 saisons en Veikkausliiga de 2003 à 2008.
Initialement le FC KooTeePee est l'équipe de réserve du KTP Kotka. En 2000, il devient un club indépendant. À cette époque, le KTP évolue en Veikkausliiga (D1), est relégué en Ykkönen (D2), mais fait faillite. Dans la même saison le FC KooTeePee est promu de Kolmonen (D4) à Kakkonen (D3), et deux ans plus tard, il est promu en Veikkausliiga. Durant leur dernière saison en 2013, l'équipe a joué en Ykkönen et entraînée par Sami Ristilä.
En décembre 2013, le FC KooTeePee fusionne avec le KTP Kotka.

### Dates importantes
- 2000 : fondation du club sous le nom de FC KooTeePee
- 2013 : fusion avec le KTP Kotka et fermeture du club

## Palmarès
- Coupe de la Ligue finlandaise
  - Finaliste : 2006